# Убийство Льва Рохлина

Могила Рохлина на Троекуровском кладбище Москвы.

Убийство Рохлина Льва Яковлевича, политического и военного деятеля, депутата Государственной Думы РФ 2-го созыва, председателя Комитета Государственной Думы РФ по обороне (1996—1998), генерал-лейтенанта произошло 3 июля 1998 года на собственной даче в деревне Клоково Наро-Фоминского района Московской области.

## Убийство
На следующий день после убийства в 500 метрах от дачи Рохлина в обгоревшем автомобиле были найдены три трупа. По данным экспертизы, они скончались от выстрелов в грудь и голову. Они были идентифицированы как одинцовский бандит Владимир Пронин и его друзья Александр Щербина и Анатолий Крамаренко из Черниговской области. По официальной версии, они погибли за три дня до убийства Рохлина в ходе криминальных разборок за контроль над фирмами по торговле стройматериалами. Многие соратники Рохлина считали, что в действительности это настоящие убийцы, которых ликвидировали спецслужбы Кремля, «заметая следы».
По официальной версии, в спящего Рохлина стреляла его жена, Тамара Рохлина, причиной была названа семейная ссора. В ноябре 2000 года Наро-Фоминский городской суд признал Тамару Рохлину виновной в умышленном убийстве своего мужа. В 2005 году Тамара Рохлина обратилась в ЕСПЧ, жалуясь на большой срок предварительного заключения и затягивание судебного процесса. Жалоба была удовлетворена, с присуждением денежной компенсации (8000 евро). После нового рассмотрения дела, 29 ноября 2005 года Наро-Фоминский горсуд вторично признал Рохлину виновной в убийстве мужа и приговорил её к четырём годам лишения свободы условно, назначив ей также испытательный срок в 2,5 года.

## Версии
Рохлин считается одним из наиболее активных оппозиционных лидеров 1997—1998 годов. В журнале «Русский репортёр» утверждалось, со ссылкой на сослуживцев и друзей Рохлина, что генерал готовил заговор с целью смещения президента Бориса Ельцина и установления военной диктатуры.
По словам дочери Льва Рохлина Елены, 

«Человека убрали потому, что он имел возможность совершить военный переворот. А совершить его он собирался ради народа. Он стоял на народовластии. Когда он пришёл и увидел в Госдуме, насколько было объёмным это воровство, приватизация… К нему шла информация со всех сторон. От бывших кагэбэшников. Отовсюду. И в то же время он увидел огромное доверие со стороны народа, различных политических деятелей, учёных. Он не видел другого выхода. И сейчас назревает опять такая же ситуация.»
Помощник руководителя Комитета по безопасности Государственной думы Виктор Илюхин описал сценарий планировавшегося отстранения Ельцина и его окружения от власти: проводится массовый митинг, участники требуют отставки крайне непопулярных президента и правительства. Поскольку Ельцин был твёрдо намерен не уходить в отставку и был способен на нарушение Конституции и применение силы — при возникновении угрозы для митингующих в Москву планировалось ввести войска для их защиты. Несмотря на «чистку» армии и благодаря непопулярной правительственной политике, Рохлин нашёл много сочувствующих офицеров, обещавших содействие. Правящая администрация смогла восстановить против себя не только обедневших россиян — даже олигарх Владимир Гусинский предлагал Рохлину финансовую поддержку для устранения Ельцина, но Рохлин отказался. По данным Александра Лебедя, он всё же использовал деньги АО группы «Мост» для встреч с представителями общественности и, вероятно, для полётов по регионам. Убийство Рохлина нарушило эти планы, но попытка импичмента была проведена, и это могло повлиять на решение Ельцина уйти в отставку позднее.